# Mikko Kolehmainen
Mikko Kolehmainen (* 18. August 1964 in Mikkeli) ist ein ehemaliger finnischer Kanute.

## Karriere
Mikko Kolehmainen nahm viermal an Olympischen Spielen teil. Bei seinem Olympiadebüt 1984 in Los Angeles gehörte er zur finnischen Besetzung des Vierer-Kajaks, der auf der 1000-Meter-Strecke zwar über den Hoffnungslauf noch das Halbfinale erreichte, dort aber als Vierter seines Laufs ausschied. Mit seinem Bruder Olli Kolehmainen startete er vier Jahre darauf in Seoul im Zweier-Kajak in zwei Wettbewerben. Sowohl über 500 Meter als auch über 1000 Meter qualifizierten sich die Brüder direkt für die Halbfinalläufe. Als Letzte (500 Meter) bzw. Fünfte (1000 Meter) verpassten sie allerdings jeweils den Einzug ins Finale.
Bei den Olympischen Spielen 1992 in Barcelona gingen sie lediglich auf der 500-Meter-Strecke nochmals gemeinsam an den Start. Erneut zogen sie direkt ins Halbfinale ein und kamen dort in ihrem Lauf unter neun Konkurrenten nicht über den achten Platz hinaus. Deutlich erfolgreicher verlief für Kolehmainen der Wettkampf im Einer-Kajak, den er erstmals bei Olympischen Spielen bestritt. Über 500 Meter war zunächst mit 1:41,13 Minuten der Schnellste seines Vorlaufs, ehe er auch im Halbfinale mit 1:41,52 Minuten Erster wurde. Den Finallauf beendete er schließlich nach einer Rennzeit von 1:40,34 Minuten mit einem Vorsprung von 0,3 Sekunden auf den Ungarn Zsolt Gyulay und von 0,37 Sekunden auf Knut Holmann aus Norwegen auf dem ersten Platz, womit er Olympiasieger wurde. Ein Jahr später gelang Kolehmainen bei den Weltmeisterschaften in Kopenhagen in derselben Disziplin ebenfalls der Titelgewinn.
Seine vierten und letzten Olympischen Spiele bestritt er 1996 in Atlanta. Nachdem er 1992 bereits Fahnenträger der finnischen Delegation bei der Abschlussfeier gewesen war, wurde ihm diese Ehre 1996 bei der Eröffnungsfeier zuteil. Im Einer-Kajak erreichte Kolehmainen sowohl über 500 Meter als auch über 1000 Meter das Finale, ohne jedoch dort eine Medaille zu gewinnen. Auf der 500-Meter-Strecke belegte er mit einer Zeit von 1:41,171 Minuten den dritten Platz in seinem Vorlauf und wurde auch im Halbfinale dank einer Zeit von 1:40,765 Minuten Dritter. Das Finale beendete er letztlich auf dem siebten Platz, 1,7 Sekunden hinter dem drittplatzierten Polen Piotr Markiewicz. Über 1000 Meter siegte er in 3:48,075 Minuten in seinem Vorlauf, während der Halbfinallauf wesentlich knapper verlief. Als Viertplatzierter schaffte er gerade noch die Qualifikation für den Endlauf. Dort kam er schließlich nicht über den neunten und letzten Platz hinaus, als er nach 3:35,841 Minuten die Ziellinie überquerte.